# Charles-Jean de La Vallée Poussin
Pour les articles homonymes, voir Famille de La Vallée Poussin.
Charles-Jean Étienne Gustave Nicolas, baron de La Vallée Poussin, né le 15 août 1866 à Louvain en Belgique, mort le 2 mars 1962 à Watermael-Boitsfort, à Bruxelles, est un mathématicien belge.
Il est connu pour avoir démontré le théorème des nombres premiers en utilisant les méthodes de l'analyse complexe.

## Biographie
Il naît à Louvain où son père, Charles-Louis de la Vallée Poussin (1827-1903), est professeur de minéralogie et de géologie à l'université catholique.
Il étudie chez les Joséphites, au collège de la Sainte-Trinité à Louvain, puis comme interne au collège Saint-Stanislas, chez les Jésuites de Mons. 
En 1883, il commence des études en faculté de philosophie à l'université catholique de Louvain puis obtient un diplôme d’ingénieur ; ensuite, dans la même université, il suit les cours de mathématiques dispensés par son oncle Louis-Philippe Gilbert et obtient son doctorat en sciences mathématiques et physiques en 1890. L'année suivante, alors qu'il est âgé de 25 ans seulement, il est professeur assistant en analyse mathématique, toujours à Louvain où il assure les cours de calcul différentiel et intégral.
Un an plus tard, en 1892, il est nommé professeur dans la même université, alors que son père y exerce toujours. Pendant le second semestre de l'année académique 1892-1893, parallèlement, il suit à Paris les cours de Camille Jordan, Henri Poincaré et Émile Picard. Et, l'année suivante, c’est à Berlin qu'il suit ceux de Hermann Schwarz, Ferdinand Frobenius et Lazarus Fuchs.
Lorsque son oncle Louis-Philippe Gilbert meurt, la chaire de ce dernier lui est attribuée.
Pendant qu'il est professeur à Louvain, il entame des recherches en analyse et sur la théorie des nombres. Il est notamment l'auteur du graphe de Poussin publié en 1896. En 1898, il devient correspondant de l'académie royale des sciences de Belgique,.
En 1905, le Gouvernement belge lui décerne le prix décennal des sciences mathématiques de Belgique pour ses travaux sur la période 1894-1903,. 
Au début de la Première Guerre mondiale, il est contraint de fuir devant l'avancée des Allemands, et il est invité à donner des cours à Harvard,. Il revient en Europe en 1915 et enseigne au Collège de France,, à la Sorbonne, à l'université de Genève et à nouveau à la Sorbonne en mai et juin 1918. En 1919, il est membre correspondant de l'Institut de France.
L'Académie des Sciences de Paris lui attribue le prix Poncelet en 1916.
En 1920, il est le premier président élu de la toute nouvelle Union mathématique internationale.
La même année, il dirige le mémoire de licence du futur cosmologiste Georges Lemaître, sur l'approximation de fonctions de plusieurs variables.
Il est anobli le 6 septembre 1930 avec le titre de baron par le roi Albert Ier de Belgique.
Les titres de « docteur honoris causa » des universités de Paris, Toronto, Strasbourg et Oslo lui ont été conférés ainsi que ceux de membre de l'Académie pontificale des sciences, de l'Académie des Lyncéens, des académies de Madrid, Naples et Boston.
En 1961, il se fracture l’épaule ; les complications dues à cet accident provoquent sa mort quelques mois plus tard alors qu'il est âgé de 95 ans.

## Quelques publications
- « Recherches analytiques de la théorie des nombres premiers », Annales de la Société scientifique de Bruxelles, vol. 20 B, 1896, p. 183-256, 281-352, 363-397, vol. 21 B, p. 351-368
- Sur la fonction zêta de Riemann et le nombre des nombres premiers inférieurs a une limite donnée, Mémoires couronnés de l'Académie de Belgique, vol. 59, 1899, p. 1-74
- Cours d´analyse infinitésimale, 2 volumes, 1er vol. en 1903, 2e vol. en 1906 (7e édition 1938), réimpression de la 2e édition de 1912, 1914 par Jacques Gabay  (ISBN 2-87647-227-9) (ne traite que d’analyse réelle)[10], lire en ligne : tome I[11], tome II
- Charles-Jean de la Vallée Poussin, Intégrale de Lebesgue, fonctions d´ensemble, classes de Baire : Leçons professées au Collège de France, Paris, Gauthier-Villars, juillet 1916 (réimpr. 1934, Jacques Gabay), 1re éd., 151 p. (ISBN 2-87647-159-0, lire en ligne)[12]
- Charles-Jean de la Vallée Poussin, Leçons sur l'approximation des fonctions d’une variable réelle : professées à la Sorbonne, Paris, Gauthier-Villars, juillet 1919 (réimpr. 1952), 1re éd., 150 p. (lire en ligne)[13]
- Le potentiel logarithmique, balayage et représentation conforme, Paris, Louvain, 1949

### Extraits duBulletin of the American Mathematical Society
- (en) M. B. Porter, « Book review: Vallée Poussin's Cours d'Analyse », Bull. Amer. Math. Soc., vol. 22, no 2,‎ 1915, p. 77-85 (lire en ligne)
- (en) M. B. Porter, « Shorter notice: Cours d'Analyse Infinitésimale. By Ch.-J. de la Vallée Poussin. Vol. I », Bull. Amer. Math. Soc., vol. 31, no 1,‎ 1925, p. 83 (lire en ligne)
- (en) R. D. Carmichael, « Book review: Additive functions of a point set. Intégrale de Lebesgue, Fonctions d'Ensemble, Classes de Baire. Par C. de la Vallée Poussin », Bull. Amer. Math. Soc., vol. 24,‎ 1918, p. 348-355 (lire en ligne)
- (en) Dunham Jackson, « Book review: De la Vallée Poussin on approximations. Leçons sur l'Approximation des Fonctions d'une Variable Réelle. By C. de la Vallée Poussin », Bull. Amer. Math. Soc., vol. 28, no 1,‎ 1922, p. 59-61 (lire en ligne)